# NGC 644
NGC 644 (również PGC 6097) – galaktyka spiralna z poprzeczką (SBc), znajdująca się w gwiazdozbiorze Feniksa. Odkrył ją John Herschel 5 września 1834 roku.
W galaktyce tej zaobserwowano supernową SN 2011gm.